# Seznam kulturních památek v Týnci nad Sázavou
Tento seznam nemovitých kulturních památek ve městě Týnec nad Sázavou v okrese Benešov vychází z  Ústředního seznamu kulturních památek ČR, který na základě zákona č. 20/1987 Sb., o státní památkové péči, vede Národní památkový ústav jako ústřední organizace státní památkové péče. Údaje jsou průběžně upřesňovány, přesto mohou obsahovat i řadu věcných a formálních chyb a nepřesností či být neaktuální. 
Pokud byly některé části dotčeného území vyčleněny do samostatných seznamů, měly by být odkazy na tyto dílčí seznamy uvedeny v úvodu tohoto seznamu nebo v úvodu příslušné sekce seznamu.

## Týnec nad Sázavou

### Týnec nad Sázavou
|  | Kategorie „Společenský dům (Týnec nad Sázavou) “ na Wikimedia Commons | Hledat fotografie a kategorie ve Wikimedia Commons podle rejstříkového čísla památky | Nahrát snímek k tomuto tématu do úložiště Wikimedia Commons |  |

|  | Kategorie „U Micků “ na Wikimedia Commons | Hledat fotografie a kategorie ve Wikimedia Commons podle rejstříkového čísla památky | Nahrát snímek k tomuto tématu do úložiště Wikimedia Commons |  |

|  | Kategorie „Týnec nad Sázavou Castle “ na Wikimedia Commons | Hledat fotografie a kategorie ve Wikimedia Commons podle rejstříkového čísla památky | Nahrát snímek k tomuto tématu do úložiště Wikimedia Commons |  |

|  | Kategorie „Church of Saints Simon and Jude (Týnec nad Sázavou) “ na Wikimedia Commons | Hledat fotografie a kategorie ve Wikimedia Commons podle rejstříkového čísla památky | Nahrát snímek k tomuto tématu do úložiště Wikimedia Commons |  |

### Čakovice
| Památka                       | Fotografie        | Rejstříkové číslo v ÚSKP                                                             | Sídelní útvar                                               | Poloha                                                                           | Popis a poznámky |
| ----------------------------- | ----------------- | ------------------------------------------------------------------------------------ | ----------------------------------------------------------- | -------------------------------------------------------------------------------- | --- |
| Zvonička a křížek (Q36854369) | \| \| \| \| \| \| | 18708/2-4146 Pam. katalog MIS                                                        | Čakovice                                                    | návrší, u zatáčky na Kamenice, pp. 2007/3 49°52′23,07″ s. š., 14°35′36,97″ v. d. | Zvonička a křížek. Soubor zvoničky a křížku na návrší v jádru obce. Sloupková žulová zvonička s hranolovou lucernou se zvonkem a obdélnými otvory se zaoblenými rohy. V blízkosti ozdobný litinový kříž s korpusem Krista na žulovém podstavci. Obě díla z 19. století. Památkově chráněno od 21. prosince 1987. |
|                               |                   | Hledat fotografie a kategorie ve Wikimedia Commons podle rejstříkového čísla památky | Nahrát snímek k tomuto tématu do úložiště Wikimedia Commons |                                                                                  | |

### Chrást nad Sázavou
| Památka                           | Fotografie                                                                       | Rejstříkové číslo v ÚSKP                                                             | Sídelní útvar                                               | Poloha                                                                       | Popis a poznámky |
| --------------------------------- | -------------------------------------------------------------------------------- | ------------------------------------------------------------------------------------ | ----------------------------------------------------------- | ---------------------------------------------------------------------------- | --- |
| Kostel svaté Kateřiny (Q37162217) | \| \| \| \| \| \|                                                                | 16982/2-203 Pam. katalog MIS                                                         | Chrást nad Sázavou                                          | návrší na severovýchodním okraji obce 49°50′30,36″ s. š., 14°34′31,14″ v. d. | Kostel sv. Kateřiny: Areál tvoří kostel a pozemek hřbitova s ohradní zdí. Jednolodní, obdélný, s polygonálním presbytářem, se sever. sakristií a s hranolovou západní věží. Na jižní straně lodi odhalen gotický portál. Z 1. poloviny 14. století, upraven roku 1684. Přestavěn 1888–1889. - kostel, st. 410 - ohradní zeď, pp. 4224 · Památkově chráněno od roku 1965. |
|                                   | Kategorie „Church of Saint Catherine (Chrást nad Sázavou) “ na Wikimedia Commons | Hledat fotografie a kategorie ve Wikimedia Commons podle rejstříkového čísla památky | Nahrát snímek k tomuto tématu do úložiště Wikimedia Commons |                                                                              | |

### Pecerady
| Památka              | Fotografie        | Rejstříkové číslo v ÚSKP                                                             | Sídelní útvar                                               | Poloha                                                 | Popis a poznámky |
| -------------------- | ----------------- | ------------------------------------------------------------------------------------ | ----------------------------------------------------------- | ------------------------------------------------------ | --- |
| Zvonička (Q38047095) | \| \| \| \| \| \| | 10048/2-4293 Pam. katalog MIS                                                        | Pecerady                                                    | náves, pp. 24/1 49°50′26,06″ s. š., 14°36′53,16″ v. d. | Drobná zvonička z tesané žuly uprostřed návsi. Na masivním kvadratickém podstavci válcový dřík s nástavcem s otvory s půlkruhovými oblouky a se zvonkem. Ve vrcholu kovový křížek. Údajně z roku 1880. Památkově chráněno od 14. listopadu 1994. |
|                      |                   | Hledat fotografie a kategorie ve Wikimedia Commons podle rejstříkového čísla památky | Nahrát snímek k tomuto tématu do úložiště Wikimedia Commons |                                                        | |

### Zbořený Kostelec
| Památka                           | Fotografie                                                | Rejstříkové číslo v ÚSKP                                                             | Sídelní útvar                                               | Poloha                                                                                   | Popis a poznámky |
| --------------------------------- | --------------------------------------------------------- | ------------------------------------------------------------------------------------ | ----------------------------------------------------------- | ---------------------------------------------------------------------------------------- | --- |
| Hrad Zbořený Kostelec (Q10857352) | \| \| \| \| \| \|                                         | 45112/2-158 Pam. katalog MIS                                                         | Zbořený Kostelec                                            | k. ú. Týnec nad Sázavou a k. ú. Čakovice u Řetenic 49°51′15,49″ s. š., 14°35′29,8″ v. d. | Hrad Zbořený Kostelec, zřícenina a archeologické stopy. Zřícenina rozsáhlého hradu, jehož jádro se zbytky tří obytných a provozních křídel obklopuje parkán s relikty tří bran, příkop a vnější val. Pozůstatky dalších budov. Před hradem několik obléhacích stanovišť. Původ ve 14. století. Zánik v roce 1467. - hrad, st. 1527 - části pp. 4628, 4644 - postavení obléhatelů I, Týnec nad Sázavou, část pp. 4622/1 - postavení obléhatelů II, Čakovice u Řehenic, část pp. 1273 · Památkově chráněno od roku 1965. |
|                                   | Kategorie „Zbořený Kostelec Castle “ na Wikimedia Commons | Hledat fotografie a kategorie ve Wikimedia Commons podle rejstříkového čísla památky | Nahrát snímek k tomuto tématu do úložiště Wikimedia Commons |                                                                                          | |